# Agata Wypych
Agata Wypych (ur. 29 lutego 1980 w Jeleniej Górze) – polska piłkarka ręczna grająca na pozycji rozgrywającej, reprezentantka  Polski, medalistka mistrzostw Polski.

## Kariera sportowa
Jest wychowanką MKS Karkonosze Jelenia Góra, od 1996 była zawodniczką MKS Jelfa Jelenia Góra, z którą wywalczyła awans do ekstraklasy w 1998, dwa brązowe medale mistrzostw Polski w 2004 i 2005 oraz tytuł najlepszego strzelca ligi w 2004. Od 2005 jest zawodniczką Piotrcovii. Z klubem z Piotrkowa Trybunalskiego wywalczyła wicemistrzostwo Polski w 2007, brązowy medal mistrzostw Polski w 2009 oraz tytuł najlepszego strzelca ligi w 2007, 2011 i 2014.
W reprezentacji Polski debiutowała 27 października 2000 w towarzyskim spotkaniu z Hiszpanią. Wystąpiła m.in. na mistrzostwach świata w 2005 (19. miejsce) i mistrzostwach Europy w 2006 (8. miejsce). Ostatni raz w biało-czerwonych barwach wystąpiła 14 grudnia 2006 w meczu mistrzostw Europy z Austrią. Łącznie dla Polski wystąpiła w 52 spotkaniach, zdobywając 153 bramki.

## Sukcesy
Najlepsza strzelczyni polskiej Superligi Kobiet:
- w sezonie 2003/04 (MKS Vitaral Jelfa Jelenia Góra) 235 bramek w 32 meczach
- w sezonie 2006/07 (MKS Piotrcovia Piotrków Tryb.) 250 bramek w 30 meczach
- w sezonie 2010/11 (MKS Piotrcovia Piotrków Tryb.) 195 bramek w 28 meczach
- w sezonie 2013/14 (MKS Piotrcovia Piotrków Tryb.) 203 bramki w 25 meczach